# Jarra de plata sasánida de Mazandarán

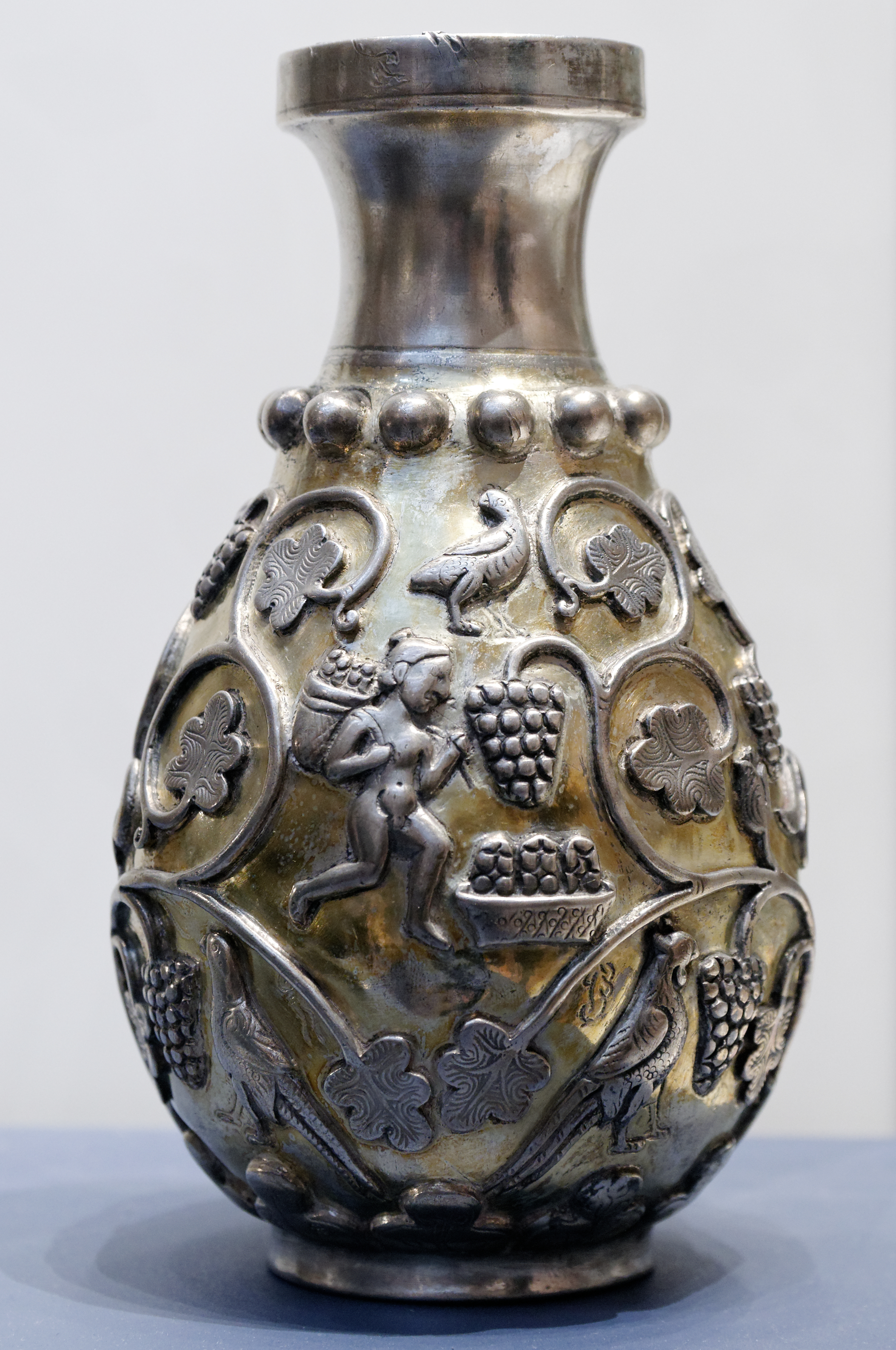
La Jarra de plata del imperio sasánida en el Museo Británico de Londres.

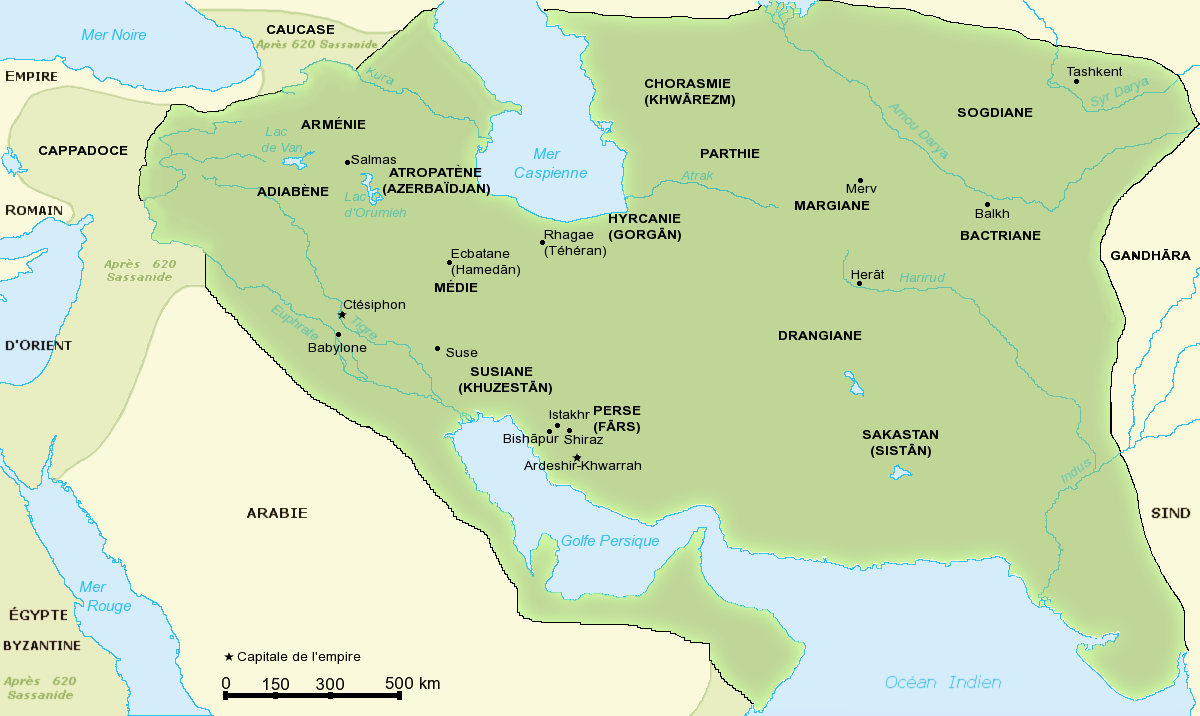
Mapa que detalla la extensión del Imperio sasánida.

Jarra de plata sasánida de Mazandarán es una vasija de plata dorada utilizada para servir vino, elaborada en el siglo VI d. C. por los orfebres del imperio sasánida, (en persa medio, Erānshahr o Iranshæhr, "Dominios de los iranios" en español, nombre que recibe el segundo Imperio persa durante su cuarta dinastía irania (226-651) y que fue fundada por Ardacher I tras derrocar al último rey arsácida, Artabán IV de Partia, y terminó cuando el último Shahanshah (Rey de reyes) sasánida Yazdgerd III (632-651).

## Historia
La jarra sasánida fue hallada en la región de Mazandarán, situada al norte de Irán. Legada por Augustus W. Franks, se expone en el Museo Británico de Londres.

## Características técnicas
- Material: plata dorada.
- Peso: 592,400 gramos
- Altura: 18 centímetros.
- Diámetro: 10,700 centímetros.
- Capacidad: 0,740 litros.